# Masakra w Columbine High School
Masakra w Columbine High School – jedna z największych masowych strzelanin na terenie placówek oświatowych w historii Stanów Zjednoczonych. Doszło do niej we wtorek, 20 kwietnia 1999 roku, w Columbine High School, liceum znajdującym się w miejscowości Columbine, 15 km od Denver w stanie Kolorado. Eric Harris i Dylan Klebold, dwaj nastoletni uczniowie tej szkoły, weszli na jej teren i, strzelając z broni palnej, zamordowali dwunastu uczniów w wieku od 14 do 18 lat i jednego nauczyciela, raniąc przy tym 24 inne osoby. Sprawcy popełnili samobójstwo, zanim do budynku wkroczyła policja.
Masakra w Columbine High School zainspirowała wielu naśladowców.
Broń użyta w ataku, niezdetonowane bomby wykonane przez Harrisa, ubrania ofiar i łuski od nabojów tworzą specjalną wystawę, zwaną Columbine Evidence, i są wystawione w formie gablot w budynku, w którym znajduje się biuro szeryfa hrabstwa Jefferson. Od 2004 roku ma ona charakter publiczny. Udostępniono ponadto publicznie 11 tysięcy stron akt śledztwa, oraz liczący 900 stron raport, zawierający m.in. dokładne opisy sekcji zwłok wszystkich ofiar.
Strzelanina w Columbine odbiła się szerokim echem na całym świecie, wywołując panikę moralną związaną z młodzieżą nieprzystosowaną społecznie, środkami antydepresyjnymi, brutalnymi filmami, muzyką i grami komputerowymi, Internetem oraz powszechnym dostępem do broni.

## Sprawcy
Harris i Klebold byli bardzo dobrymi uczniami. Harris osiągał doskonałe wyniki w nauce, a Klebold w szkole podstawowej został nawet objęty programem dla wyjątkowo uzdolnionych dzieci (ang. Challenging High Intellectual Potential Students). Uczestnictwo w tym programie wiązało się jednak z odseparowaniem od lokalnej społeczności szkolnej. Powrót do normalnego systemu kształcenia był dla Klebolda stresujący. Według relacji rodziców był on „nieśmiały i cichy”, nigdy nie wykazywał agresywnych skłonności i nie fascynował się bronią. Interesował się głównie komputerami i chciał studiować informatykę na Uniwersytecie Arizony, gdzie miał już nawet wykupione miejsce w akademiku.
Eric Harris był aktywnym internautą; brał udział w sieciowych rozgrywkach w Doom i Quake, tworzył poziomy do gier, chatował, zamieszczał słowa do ulubionych piosenek i swoje przemyślenia. Po wydarzeniach 20 kwietnia 1999 strony internetowe założone przez Harrisa zostały zamknięte przez FBI.
Klebold prowadził pamiętnik. Zapiski od 1997 dowodzą, że przeszedł głęboką depresję oraz miał myśli samobójcze. W listopadzie 1997 pojawiła się pierwsza wzmianka o zamiarze zakupu broni i strzelaniu do ludzi.
30 stycznia 1998 Harris i Klebold zostali aresztowani za włamanie do zaparkowanego samochodu. Sędzia nakazał im udział w programie poprawczym dla młodocianych przestępców. Uczestnicy tego typu programów muszą, oprócz zapłacenia grzywny i odpracowania społecznie pewnej liczby godzin, odbyć również szereg indywidualnie dobranych zajęć. W ramach programu Harris miał napisać do ofiary włamania list z przeprosinami.
List Harrisa był bardzo empatyczny, wyrażał dużo zrozumienia dla uczuć okradzionego. Dzięki udawanej skrusze i szybkiemu wypełnieniu nałożonych na nich zadań obaj uzyskali wcześniejsze zwolnienie z programu.
Harris na swojej stronie zagroził śmiercią Brooksowi Brownowi – jednemu ze swoich szkolnych kolegów – oraz chwalił się posiadaniem materiałów wybuchowych. Zaniepokojeni rodzice Browna złożyli oficjalną skargę. Śledczy przyjęli wniosek Browna, jednak nie znaleźli stron internetowych Harrisa ani informacji o wykonanych przez niego bombach. Prowadzący śledztwo w tej sprawie Michael Guerra napisał wniosek o nakaz rewizji w domu Harrisów – jednak nigdy nie trafił on do sędziego. Policja ukrywała wszelkie informacje na ten temat aż do kwietnia 2001 roku. Akta śledztwa prowadzonego przez Guerrę (zawierające ten wniosek) zaginęły w niewyjaśnionych okolicznościach tuż po strzelaninie.
W relacjach medialnych po ataku błędnie kojarzono Harrisa i Klebolda ze szkolnej kliki uczniów z subkultury gotyckiej zwaną Mafią Długich Płaszczy (Trench Coat Mafia) – Eric i Dylan znali niektórych jej członków, ale sami nie byli członkami tego zrzeszenia.
Trzy miesiące po masakrze Dwayne Fuselier (kierujący śledztwem z ramienia FBI) oraz dr Frank Ochberg (psychiatra) na konferencji w Leesburgu przedstawili po raz pierwszy swoje wnioski na temat sprawców. Według nich dwaj młodzi zabójcy reprezentowali zupełnie odmienne typy osobowości i kierowali się różnymi motywami. Klebold był porywczy, ale cierpiał na depresję, miał myśli samobójcze i o swoje problemy obwiniał siebie samego, podczas gdy Harris wykazywał charakterystyczne cechy psychopaty.
Obaj sprawcy masakry byli w grupie uczniów regularnie prześladowanych przez innych w szkole. Brooks Brown, jeden z kolegów Klebolda i Harrisa, w swojej książce wydanej po ataku opisuje różne formy prześladowań: wykopywanie krzeseł, popychanie na meble, zrzucanie jedzenia na podłogę w stołówce, obrzucanie różnymi przedmiotami, drwiny i wyzwiska. Według Browna nauczyciele nie reagowali na przemoc albo stawali po stronie prześladowców. Eric Harris miał szczególnie często być obiektem drwin ze względu na niski wzrost i niewielką, ale widoczną deformację ciała. Harris na jednym z nagrań pozostawionych przed atakiem na taśmach powiedział, że muszą wraz z Dylanem rozpocząć rewolucję szkolnych wyrzutków przez masakrę. Sprawcy nie byli jednak całkowicie odrzucani, ponieważ posiadali własną grupę przyjaciół.

### Motywy
Miejscowe władze i prowadzący śledztwo nie ustalili do dzisiaj motywów sprawców masakry. Przyjaciele sprawców tak jak Brooks Brown, ale także rodzice sprawców i rodzice ich przyjaciół uważają w większości, że nie było jednego powodu masakry, a mogło być ich wiele. Brown, wypowiadając się w dokumencie o Columbine z cyklu dokumentalnego Godzina Zero z 2004 roku powiedział, że jego zdaniem najbardziej możliwa jest teoria splotu wielu okoliczności, który wykreował charaktery sprawców i dał im środki do przeprowadzenia tego ataku. Pomimo niejasności wokół motywu sprawców prowadzący śledztwo funkcjonariusze i miejscowe władze, a także psychologowie zajmujący się tematyką strzelanin jak Peter Langman, optowali za psychologicznym motywem strzelaniny mającym źródło w zaburzonej osobowości sprawców. Pojawiły się też jednak opinie (np. socjologa Ralpha Larkina, który przez wiele lat badał przypadek Columbine) o polityczno-społecznym motywie strzelaniny jako zemsty w imieniu uczniów odrzucanych i prześladowanych bądź uczniów z problemami.
Harris posiadał obsesję na punkcie destrukcji i chęci zdobycia sławy jako postać historyczna – opisując atak w pamiętniku pisał na przykład o idei selekcji naturalnej i o tym, że chce pozostawić po sobie trwałe wspomnienie wśród ludzi. Klebold był depresyjny, rozpisując się w pamiętniku o jego zawodzie miłosnym i idei bycia z wymarzoną dziewczyną po samobójczej śmierci poniesionej w szkolnej masakrze.

## Przygotowania

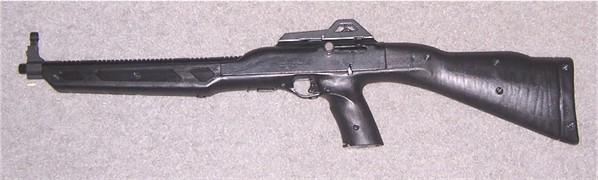
Karabinek Hi-Point 995

Sprawcy nagrali pięć filmów określanych czasem „Taśmami piwnicznymi” (ang. Basement Tapes). Prezentują w nich zgromadzoną broń oraz sposób jej ukrycia w pokoju Harrisa, a także szeroko dyskutują na temat swoich planów, wyrażając nadzieję, że uda im się zabić 250 osób. Snują również przypuszczenia o tym, co stanie się po ataku, np. czy powstaną filmy opisujące ich historię. Zwracają się z podziękowaniami do tych, którzy nieświadomie pomogli im w przygotowaniach; opisują też kilka sytuacji, kiedy przygotowania niemal wyszły na jaw, np. gdy pracownik sklepu z bronią zadzwonił do rodziców Harrisa, zawiadamiając, że zamówione magazynki są gotowe do odbioru.
Nagrania nie zostały jak dotąd upublicznione, dostępny jest jedynie opis ich zawartości i cytaty.

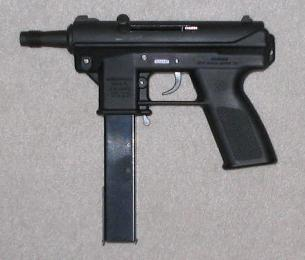
Pistolet KG-99 podobny do używanego przez Dylana Klebolda

Sprawcy zbudowali około 100 różnych ładunków wybuchowych, w większości tzw. bomb rurowych (fragmentów metalowych rur wypełnionych materiałem wybuchowym) oraz prymitywnych granatów powstałych z połączenia naboju z dwutlenkiem węgla i zapalnika.
Robyn Anderson, koleżanka Klebolda, pomogła zdobyć im broń palną. W grudniu 1998 Anderson, która ukończyła już wtedy 18 lat, a więc w świetle prawa amerykańskiego mogła legalnie posiadać broń, kupiła dla nich dwie strzelby oraz karabinek Hi-Point 995. Później Harris i Klebold zdobyli kolejną broń, za pośrednictwem Philipa Durana, pracującego razem z nimi w pizzerii. Duran skontaktował obu sprawców z Markiem Manesem, który za 500 dolarów sprzedał im pistolet maszynowy TEC-DC9.
Podczas ataku Harris strzelał z karabinka Hi-Point 995 i strzelby typu Savage (którą nazwał Arlene), natomiast Klebold był uzbrojony w pistolet TEC-9 i strzelbę typu Stevens 311D. Obaj chłopcy posiadali ponadto w momencie ataku 99 materiałów wybuchowych o różnej sile rażenia, zarówno bomb, jak i miotanych ręcznie ładunków domowej roboty, a także 7 noży. Podczas masakry używali niemalże wszystkich z elementów uzbrojenia, z wyjątkiem noży, których nie użyli ani razu.

## Przebieg
Harris i Klebold przed przybyciem do szkoły zainstalowali bomby z zapalnikiem czasowym na pasie zieleni w pewnej odległości od właściwego celu ataku, aby odwrócić uwagę służb.
Sprawcy przyjechali osobno do szkoły około 11:10 we wtorek 20 kwietnia 1999. Harris zaparkował szarą Hondą Civic na południowym parkingu, a Klebold swoim czarnym BMW na południowo-zachodnim. Miejsca parkowania zostały tak wybrane, aby z samochodów widać było szkolną stołówkę oraz dwa najbliższe wejścia do budynku. Harris i Klebold byli ubrani w długie czarne płaszcze, które jednak zrzucili na początku ataku, jeszcze przed budynkiem szkoły. Harris był ubrany w białą koszulkę z czarnym napisem Selekcja naturalna (ang. Natural Selection), czarne spodnie i buty bojowe. Klebold był ubrany w czarną koszulkę z czerwonym napisem Gniew (ang. Wrath), czarne spodnie, buty bojowe i czarną czapkę z odwróconym w tył daszkiem. Przed wejściem Harris odbył krótką rozmowę z napotkanym kolegą, Brooksem Brownem, któremu miał poradzić, aby oddalił się od szkoły.
Następnie obaj sprawcy wnieśli do budynku dwie dziesięciokilogramowe bomby propanowe, zapakowane w torby podróżne, które ukryli w stołówce pomiędzy plecakami i torbami innych uczniów. Zapalniki bomb były ustawione na 11:17. Według zapisków w dzienniku Harrisa, o tej właśnie godzinie w stołówce miało być zebranych najwięcej osób. Obaj wrócili do samochodów, gdzie oczekiwali na eksplozję. Ich plan zakładał zabicie wszystkich próbujących wydostać się ze stołówki. Gdy bomby w stołówce zawiodły, Harris i Klebold postanowili udać się do szkoły, aby rozpocząć strzelaninę.

### Początek strzelaniny

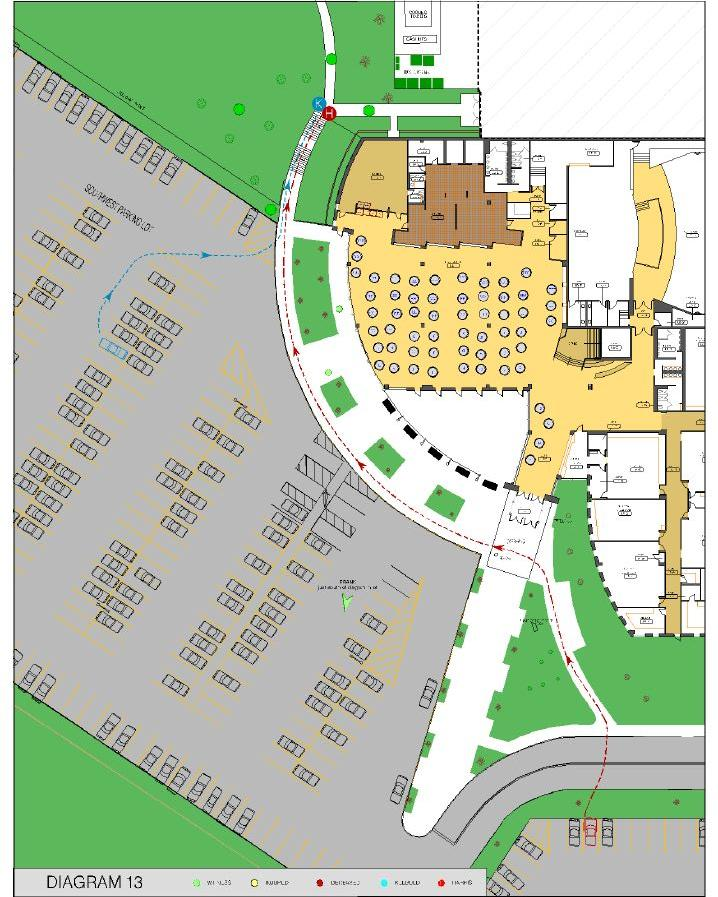
Rysunek przedstawiający pozycję Harrisa i Klebolda na moment przed rozpoczęciem strzelaniny oraz miejsca zaparkowania ich samochodów

O 11:19 został odebrany pierwszy telefon alarmowy w sprawie wybuchu. Policja i straż pożarna, które przybyły chwilę później na wskazane miejsce, znalazły dwa plecaki wypełnione bombami rurowymi i innymi materiałami wybuchowymi z zapalnikiem czasowym trzy mile na południowy zachód od Columbine High School.
Mniej więcej w tym samym czasie Harris i Klebold ruszyli w kierunku szkoły. Zajęli miejsca na szczycie schodów prowadzących do budynku, skąd mieli doskonały widok na wejście do stołówki, boisko do piłki nożnej i część parkingu. Tam wyciągnęli broń i otworzyli ogień w kierunku zachodnich drzwi szkoły, zabijając Rachel Scott i poważnie raniąc Richarda Castaldo, dwoje uczniów, którzy jedli lunch na trawie przed wejściem. Następnie skierowali ogień w kierunku trójki uczniów wychodzących ze stołówki: Daniela Rohrbougha, Seana Gravesa i Lance’a Kirklina. Wszyscy trzej padli ranni na ziemię. Napastnicy ostrzelali też piątkę uczniów siedzących na zachód od schodów, trafiając Michaela Johnsona, któremu mimo to udało się uciec i Marka Taylora, który, ciężko ranny, padł na ziemię. Klebold zszedł następnie w dół schodów i z bliska strzelił do Daniela Rohrbougha, zabijając go na miejscu. Oddał również drugi strzał do Lance’a Kirklina, który jednak przeżył. Następnie Klebold wszedł na chwilę do stołówki, przechodząc nad Seanem Gravesem, który zdążył doczołgać się do drzwi wejściowych.
Harris w tym samym czasie zranił Anne Marie Hochhalter, która starała się uciec z terenu południowo-zachodniego parkingu w kierunku stołówki. Klebold prawdopodobnie sprawdził, co się stało z podłożonymi bombami, po czym wrócił na zewnątrz i dołączył do Harrisa. Obaj zaczęli rzucać ładunki wybuchowe na dach i parking oraz strzelać do uczniów uciekających w stronę boiska piłkarskiego. Świadkowie słyszeli, jak jeden z napastników krzyczał: „To jest to, co zawsze chcieliśmy zrobić. To jest niesamowite!”.
Około 11:24 część personelu szkoły zorientowała się, że coś się dzieje na zewnątrz. Nauczyciel William Sanders oraz dwóch szkolnych stróżów wkroczyło do stołówki i nakazało uczniom ukryć się pod stołami. Patricia Nielson, nauczycielka pełniąca dyżur na korytarzu, usłyszała hałasy przy zachodnim wejściu i udała się tam sądząc, że zajście jest tylko wygłupem. W tym momencie Harris wystrzelił w kierunku drzwi, rozbijając w nich szybę i raniąc Nielson, a także jednego z uczniów, który znalazł się w pobliżu (Brian Anderson). Oboje uciekli do biblioteki, korzystając z faktu, że uwagę napastników odwrócił pierwszy policyjny radiowóz, który przyjechał na miejsce zdarzenia.
Zastępca szeryfa Neil Gardner zatrzymał się na południowo-zachodnim parkingu. Był on policjantem przydzielonym do służby przy Columbine i w momencie wybuchu strzelaniny jadł lunch na północnym parkingu obok kortów tenisowych, skąd został wezwany drogą radiową przez jednego z woźnych. On i stojący w drzwiach szkoły Harris rozpoczęli krótką wymianę ognia. Harris z odległości około 50 metrów oddał 10 strzałów w kierunku samochodu Gardnera, po czym jego karabin zaciął się. Gdy próbował odblokować broń, Gardner strzelił do niego 4 razy. Harris zatoczył się gwałtownie w prawo, sprawiając wrażenie trafionego. Kilka sekund później jednak znowu otworzył ogień, po czym wbiegł do wnętrza szkoły.
Na miejsce przybyło dwóch kolejnych funkcjonariuszy, którzy rozpoczęli udzielanie pomocy dwóm rannym uczniom, leżącym na ziemi przed zachodnią stroną szkoły. Jeden z policjantów oddał kilka strzałów do okna, w którym zobaczył uzbrojoną postać. Napastnicy zaczęli chodzić po głównych korytarzach, strzelając do napotkanych osób. Klebold ranił Stephanie Munson, która starała się wydostać przez główne, wschodnie drzwi szkoły. Śmiertelnie ranny został też William Sanders, który wcześniej pomógł w ewakuacji stołówki, a teraz wraz z jednym z uczniów szedł w kierunku biblioteki. Kiedy po przeciwnej stronie korytarza pojawili się Harris i Klebold, Sanders odwrócił się i razem z uczniem zaczął uciekać w kierunku schodów na parter. Kule dosięgły go gdy skręcał w korytarz. Ranny Sanders został wciągnięty do jednej z klas przez innego nauczyciela i tam udzielono mu pierwszej pomocy. Mimo tego Sanders zmarł na skutek upływu krwi, zanim do szkoły wkroczyły służby ratownicze.
Z analizy nagrania rozmowy pomiędzy dyspozytorem policji a Patricią Nielson wynika, że Harris i Klebold przez prawie trzy minuty chodzili korytarzem przed biblioteką, strzelając i odpalając ładunki wybuchowe w przypadkowych miejscach.

### Masakra w bibliotece

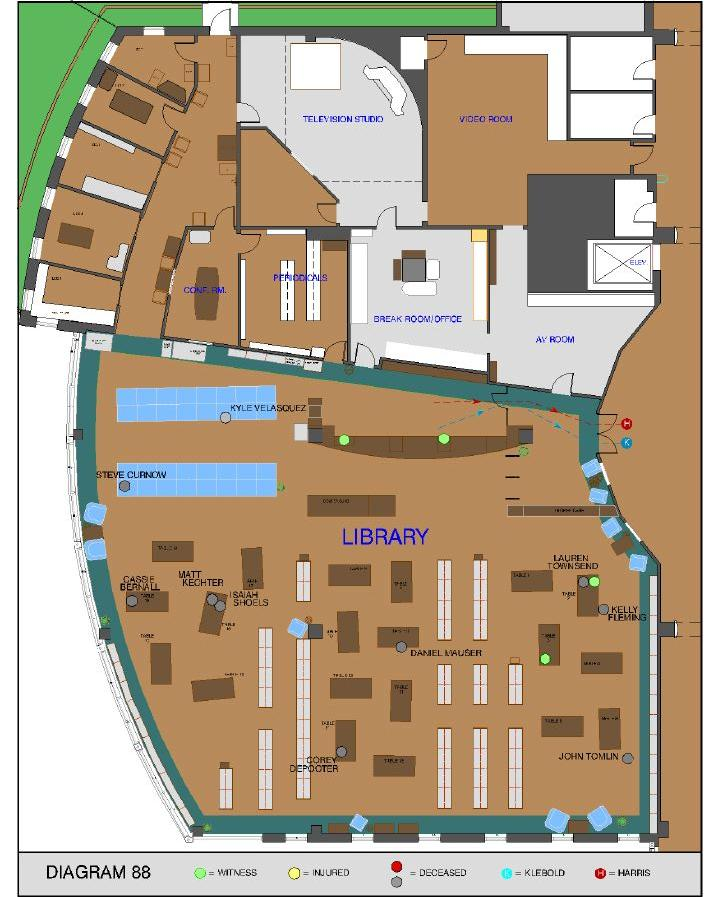
Plan biblioteki z zaznaczonymi ofiarami śmiertelnymi

Napastnicy wkroczyli do biblioteki o 11:29. Przebywało tam wówczas 56 osób. Harris i Klebold krzyczeli „Wstawać!”. Kazali też podnieść się wszystkim szkolnym sportowcom (ang. jocks). Gdy nikt nie zareagował, Harris oddał kilka strzałów ze strzelby w główny kontuar. Odłamki drewna zraniły ukrytego za kontuarem Evana Todda. Sprawcy przeszli następnie przez całą długość biblioteki, w kierunku okien. Po drodze Klebold strzelił do siedzącego przy północnym stole komputerowym Kyle’a Velasqueza – jedynego ucznia, który nie ukrył się w żaden sposób i pewnie nie wstał. Velasquez zginął natychmiast na miejscu – pierwsza ofiara ataku na bibliotekę szkolną.
Harris i Klebold zdjęli plecaki wypełnione amunicją i koktajlami Mołotowa, położyli je na stole komputerowym, po czym otworzyli ogień w kierunku zgromadzonych na zewnątrz policjantów oraz osób uciekających z budynku. Nastąpiła krótka wymiana ognia, po której napastnicy odwrócili się od okien. Klebold strzelił ze strzelby do uczniów ukrytych pod jednym ze stołów w południowej części pomieszczenia, raniąc Daniela Steepletona, Makai Halla i Patricka Irelanda. Strzały Harrisa zabiły Stevena Curnowa i raniły Kacey Reugsegger, którzy ukryli się pod południowym stołem komputerowym. Harris przeszedł następnie na południe do innego stołu i uderzając ręką w blat krzyknął „A kuku!” (ang. peekaboo), po czym schylił się i strzelił, zabijając Cassie Bernall.
Harris odwrócił się do siedzącej na podłodze Bree Pasquale i spytał ją, czy chce umrzeć. Klebold zwrócił wtedy uwagę Harrisa na Isaiaha Shoelsa. Napastnicy otoczyli stół, pod którym ukrywał się Shoels, a Klebold spróbował go spod niego wyciągnąć. Następnie obaj napastnicy strzelili. Harris zabił Shoelsa, a Klebold siedzącego tuż obok Matthew Kechtera. Harris rzucił następnie jeden z naboi z dwutlenkiem węgla w kierunku stołu, pod którym siedzieli Steepleton, Hall i Ireland. Hall chwycił nabój i odrzucił go w południowo-zachodni róg pomieszczenia, z dala od ludzi.
Klebold wrócił do głównych drzwi biblioteki i strzelił w znajdującą się tam przeszkloną gablotę, po czym podszedł do jednego ze stołów na południe od wejścia, strzelając i raniąc Marka Kintgena. Następnie przeszedł wzdłuż stołu obok, strzelając serią do ukrytych pod nim osób. Kule raniły Valeen Schnurr i Lisę Kreutz oraz zabiły Lauren Townsend. Wbrew rozpowszechnionemu przekonaniu, jakoby Harris przed zabiciem Bernall spytał ją, czy wierzy w Boga, pytanie to zostało zadane Valeen Schnurr, która jedynie została ranna – po tym, jak w panice zaczęła krzyczeć „o mój Boże”.
Harris w tym czasie strzelił pod jeden z południowo-wschodnich stołów, raniąc Nicole Nowlen i Johna Tomlina. Ranny Tomlin wyszedł spod stołu i został dobity przez Klebolda. Harris stanął następnie przy wschodniej ścianie, skąd zabił Kelly Fleming. Strzały Harrisa trafiły też w ciało Lauren Townsend oraz ponownie raniły Lisę Kreutz i Jeanne Park.
Obaj napastnicy skierowali się do centrum biblioteki, gdzie przeładowali broń. Harris podszedł po tym do jednego ze stołów i kazał przedstawić się ukrytemu pod nim uczniowi. Uczniem tym był John Savage, jeden z kolegów Klebolda. Savage spytał Klebolda co robi, na co ten odpowiedział: „Po prostu zabijam ludzi”. Savage spytał też, czy Klebold zamierza zabić i jego. Klebold polecił mu opuścić bibliotekę. Zaraz po tym, jak Savage wybiegł z pomieszczenia, Harris strzelił pod sąsiedni stół, zabijając Daniela Mausera. Obaj sprawcy strzelili też pod jeden z południowych stołów, raniąc Jennifer Doyle i Austina Eubanksa, oraz zabili Coreya DePootera. DePooter zginął na miejscu o 11:35 i był ostatnią ofiarą masakry w Columbine. Harris i Klebold przeszli jeszcze obok rannego Evana Todda, dyskutując, czy go zabić, po czym opuścili pomieszczenie.
Sprawcy spędzili w bibliotece około siedem i pół minuty. W tym czasie zabili 10 osób i ranili 12.

### Samobójstwo

Plan biblioteki z zaznaczonymi pozycjami ciał ofiar na żółto i sprawców na szaro

Po wyjściu z biblioteki Harris i Klebold udali się do południowej części szkoły. Po drodze zajrzeli do kilku klas, w których wciąż ukrywali się uczniowie. Obaj oddali kilka strzałów w składzie odczynników chemicznych i wrzucili tam koktajl Mołotowa. Wybuch wywołał niewielki pożar.
O 11:44 razem zeszli do stołówki. Harris klęknął na schodach i strzelając z karabinu bezskutecznie próbował zdetonować jedną z bomb propanowych. Klebold podszedł do torby z bombą i przez chwilę badał jej zawartość, po czym odpalił ładunek wybuchowy i rzucił go w jej kierunku, co spowodowało częściową detonację. Obaj opuścili stołówkę i zaczęli chodzić bez celu po budynku, strzelając kilka razy w sufit w części biurowej i korytarzach szkoły. Wrócili na moment do stołówki, gdzie ogień wywołany eksplozją został już ugaszony przez spryskiwacze przeciwpożarowe.
Dokładnie o 12:00 wyszli ze stołówki z powrotem do biblioteki, skąd z okien ostrzelali policjantów. W bibliotece pozostawali już w tym czasie tylko Lisa Kreutz, Patrick Ireland, Patricia Nielson oraz troje innych pracowników szkoły ukrytych w jednym z bocznych pokoi. Ostatnie strzały Harris i Klebold oddali prawdopodobnie pomiędzy 12:02 a 12:05, jednak z powodu ognia osłonowego, prowadzonego przez oddział SWAT na zewnątrz szkoły, żaden ze świadków nie był w stanie określić dokładnego czasu. Następnie Harris i Klebold popełnili samobójstwo, strzelając sobie w głowę. Wcześniej na jednym ze stołów postawili zapalony koktajl Mołotowa. Pożar wywołany wybuchem tego koktajlu o 12:08 uruchomił czujnik dymu w bibliotece. Eksperci CBI ustalili, że było to już po śmierci obu sprawców.

## Bezpośrednie następstwa

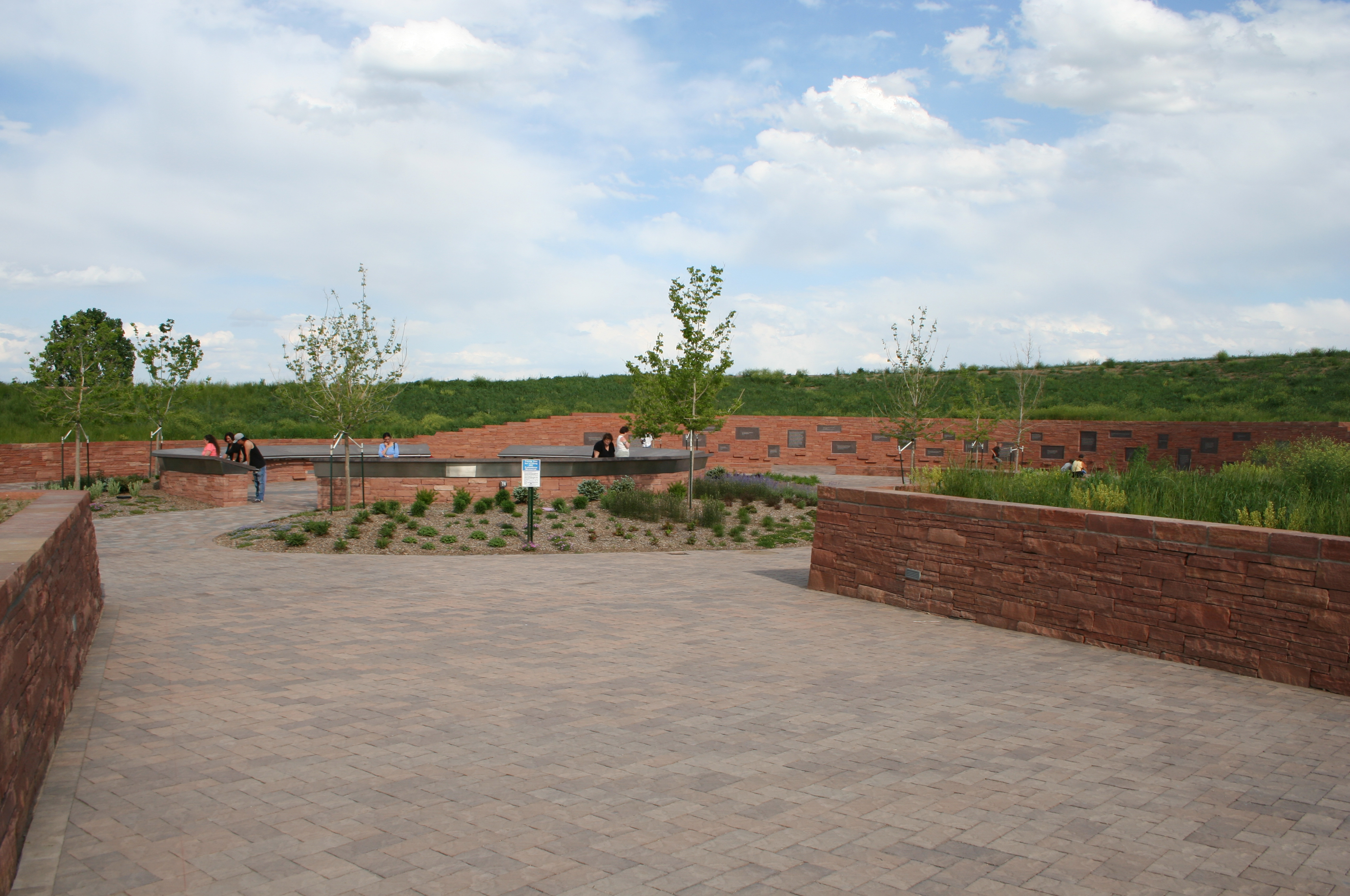
Memoriał Columbine wybudowany w pobliżu budynku szkoły

Około 11:50 pod wschodnią częścią szkoły zjawiły się pierwsze pojazdy jednostek specjalnych SWAT, jednak weszły do szkoły wejściem najbardziej oddalonym od biblioteki, gdzie było najwięcej ofiar. Nastąpiło to dopiero godzinę po samobójstwie sprawców.
Wieczorem jedna z ekip rozbrajających ładunki wybuchowe w szkolnej stołówce przez przypadek spowodowała niewielki wybuch jednego z ładunków. Nikt nie odniósł obrażeń.
Nazajutrz po ataku liczba ofiar nie była jeszcze potwierdzona, a jednostki SWAT wciąż przeszukiwały teren szkoły w poszukiwaniu nowych ciał. Zwłoki dwóch sprawców nie zostały wówczas jeszcze zabrane, ponieważ znaleziono przy nich materiały wybuchowe.
Prezydent Stanów Zjednoczonych Bill Clinton skomentował zdarzenie jeszcze we wtorek wieczorem; stwierdził, że młodzi ludzie nie potrafią rozwiązywać swoich konfliktów bez użycia przemocy i odniósł się do zbyt łatwego, jego zdaniem, dostępu do broni.
W pierwszych dniach po masakrze w Columbine amerykańskie media usiłowały wyjaśnić powody, dla których sprawcy zdecydowali się na popełnienie takiego czynu. W godzinach, dniach i tygodniach po masakrze media zaczęły wyciągać pochopne wnioski, często niesprawdzone lub będące niedopowiedzeniami. Opierano się na pogłoskach, które później okazały się częściowo lub zupełnie fałszywe, jakoby sprawcy mieli być zagorzałymi fanami mrocznych subkultur młodzieżowych i wznosić okrzyki na cześć kontrowersyjnego muzyka Marilyn Mansona podczas ataku bądź nosić koszulki z symbolem jego zespołu. W następnych dniach w wielu gazetach amerykańskich pojawiały się brzmiące sensacyjnie tytuły jak przykładowo: Czczący diabła maniak kazał zabijać tym dzieciom, obwiniano muzyka o rzekome zachęcenie sprawców by popełnić atak przez teksty jego piosenek. Wkrótce rozpętała się nagonka medialna, podczas której obwiniano m.in. gry komputerowe, filmy z przemocą, muzykę industrialną o wywołanie zabójczych impulsów u sprawców. Niektórym zespołom muzycznym i artystom oraz producentom gier nieomal zniszczono kariery przez takie działania. Naukowo, nie ma żadnych dowodów by produkty kultury masowej zawierające przemoc mogły same z siebie zachęcić do popełnienia brutalnych czynów, a działania mediów w okresie po masakrze były podawane jako przykład nierzetelności dziennikarskiej.
16 lutego 2025 roku, po 26 latach od masakry, zmarła 43 letnia Anne Marie Hochhalter z powodu sepsy spowodowanej ranami postrzałowymi. Media okrzyknęły ją 16. ofiarą strzelaniny.

## Procesy sądowe
Po strzelaninie w Columbine poszkodowani i rodziny zabitych złożyły w sumie 17 pozwów sądowych przeciwko m.in. rodzicom Harrisa i Klebolda, szkole, policji oraz tym, którzy umożliwili sprawcom zdobycie broni.
Pozew złożony przez rodzinę Williama Sandersa, która obwiniała o spowodowanie masakry producentów gier komputerowych i filmów, został odrzucony w 2002 roku. Ostatnia ze wspomnianych spraw, wytoczona przez rodzinę Isaiaha Shoelsa, trwała do 22 lutego 2005 roku. Shoelsowie początkowo żądali odszkodowania w wysokości 250 milionów dolarów od rodziców Harrisa i Klebolda, dowodząc, że to zupełny brak kontroli z ich strony umożliwił sprawcom zgromadzenie pokaźnego arsenału i przyczynił się tym samym do śmierci ich syna. Ostatecznie otrzymali około 250 000 dolarów z podziału 1,5 miliona wypłaconego na podstawie ugody pomiędzy ofiarami i ich rodzinami a rodzicami sprawców.
Największym pojedynczym odszkodowaniem, którego wielkość podano do publicznej wiadomości, było 1,5 miliona dolarów wypłacone przez Biuro Szeryfa Hrabstwa Jefferson córce Williama Sandersa, nauczyciela, który wykrwawił się na śmierć z powodu opieszałej akcji policji. O zaniedbania oskarżył również władze hrabstwa Jefferson Patrick Ireland, który, dwukrotnie ranny w głowę, wyczołgał się z budynku przez okno biblioteki już po samobójstwie sprawców. Odszkodowanie Irelanda wyniosło 117 500 dolarów.

## Następstwa kulturowe

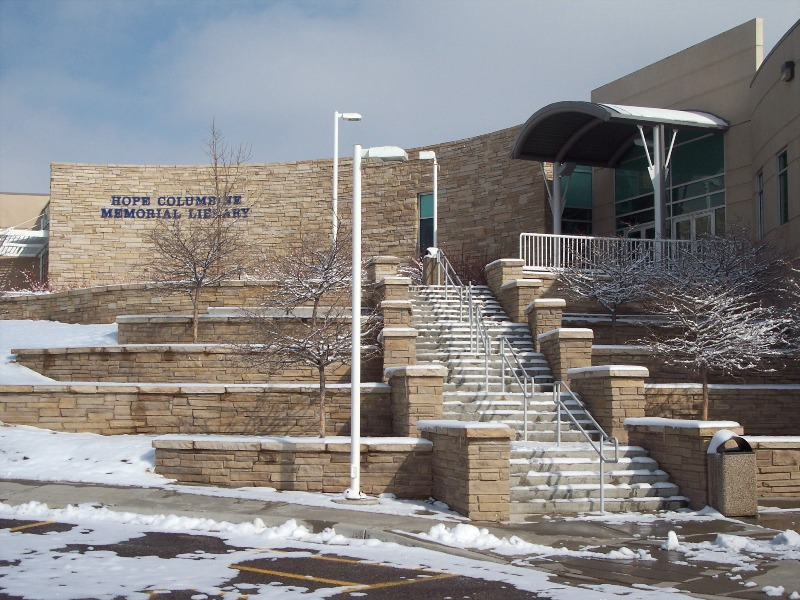
HOPE Columbine Memorial Library – nowa biblioteka, wybudowana w pobliżu zachodniego wejścia do szkoły

Masakra w szkole Columbine została przedstawiona w filmie dokumentalnym nakręconym przez amerykańskiego filmowca Michaela Moore’a pt. Zabawy z bronią (ang. Bowling for Columbine). Film ten poruszał problem zabójstw z użyciem broni palnej w USA. W 2000 roku zespół Nightwish na swoim albumie Wishmaster umieścił utwór „The Kinslayer”, nawiązujący do masakry.
20 kwietnia 2005 roku, w szóstą rocznicę wydarzeń w Columbine, Danny Ledonne wydał opartą na nich grę komputerową. Super Columbine Massacre RPG! przedstawia w szczegółowy sposób dzień ataku na Columbine widziany oczami Harrisa i Klebolda. Gra wzbudziła kontrowersje w Stanach Zjednoczonych.

### Efekt Columbine
Po masakrze w Columbine High School odnotowano wzrost podobnych zdarzeń (tzw. efekt Columbine). Sprawcy 66,7% spośród 12 ataków dokonanych na terenie Stanów Zjednoczonych od 1999 do końca 2007 roku w sposób bezpośredni odwoływali się do masakry w Columbine. Niektórzy ze sprawców ataków na swoje szkoły, miejsca pracy lub na centra handlowe wprost wzorowali się na wydarzeniach z Columbine z 20 kwietnia 1999 roku, co miało miejsce np. podczas strzelaniny w Erfurcie w 2002 czy podczas strzelaniny w Tuusula w 2007. Inni umieścili nawiązania w swoich manifestach, jak w przypadku masakry w Virginia Tech, której sprawca nazwał Klebolda i Harrisa „męczennikami”.